# Фатеева, Мария Николаевна
Мари́я Никола́евна Фате́ева (1910, Санкт-Петербург — 22 марта 1997) — советский художник-постановщик.

## Биография
М. Н. Фатеева родилась 31 декабря 1910 года в Санкт-Петербурге.
В 1932 году окончила декоративный факультет Института пролетарского изобразительного искусства.
В 1934—1942 — ассистент художника и художник киностудии «Ленфильм». Первым фильмом, над которым М. Н. Фатеева работала (пока ещё совместно с другим художником-постановщиком, а заодно и режиссёром, Моисеем Левиным), станет полнометражный художественный фильм «Амангельды» (1938). До войны ею будут созданы эскизы ещё к двум картинам: Станица Дальняя (1939) и Голос Тараса (1940), тоже снятыми на киностудии «Ленфильм».
В 1946—1947 — художник киностудии «Союздетфильм».
В 1947—1955 была репрессирована.
В 1955—1962 — художник-декоратор Центральной киностудии детских и юношеских фильмов имени М.Горького. Фильм, с которым Мария Фатеева как художник вернулась в большое кино, стал её звёздным часом. Потому что картина Станислава Ростоцкого Дело было в Пенькове (1957), снятая им на киностудии имени М. Горького, сразу полюбится многим и многим миллионам советских зрителей.
в 1962—1969 — художник-постановщик Центральной киностудии детских и юношеских фильмов имени М.Горького. Последовали другие работы в качестве художника-постановщика этой же киностудии, среди которых можно отметить сатирический киноальманах Большой фитиль (1963) с участием таких известных комедийных актёров как Юрий Никулин, Михаил Пуговкин, Сергей Филиппов. И весь проникнутый добротой фильм Ильи Гурина Дай лапу, Друг! (1967), рассказывающий о дружбе девочки и собаки, которую эта девочка воспитала. Примечательный ещё и тем, что в нём полностью отсутствуют словесные диалоги героев: звучит лишь закадровый голос и музыка. Последней работой, эскизы к которой подготовит М. Н. Фатеева, перед своим уходом на пенсию, станет картина 1968 года Пассажир с «Экватора».
Член Союза кинематографистов СССР (Московское отделение).

## Фильмография
1. 1938 — Амангельды (совместно с Моисеем Левиным) (Режиссёр-постановщик: Моисей Левин, соРежиссёр Борис Медведев)
2. 1939 — Станица Дальняя (совместно с Николаем Суворовым) (Режиссёр-постановщик: Евгений Червяков)
3. 1940 — Голос Тараса (совместно с Владимиром Покровским) (Режиссёр-постановщик: Владимир Фейнберг)
4. 1957 — Дело было в Пенькове (Режиссёр-постановщик: Станислав Ростоцкий)
5. 1959 — Ванька (короткометражный) (Режиссёр-постановщик: Эдуард Бочаров)
6. 1959 — Косолапый друг (Режиссёр-постановщик: Владимир Сухобоков)
7. 1960 — Разноцветные камешки (Режиссёр-постановщик: Сергей Микаэлян)
8. 1962 — Последняя дорога (короткометражный) (Режиссёр-постановщик: Хангельды Агаханов)
9. 1963 — Большой фитиль (киноальманах) (совместно с Ольгой Бедновой, Петром Галаджевым, Беллой Маневич, Ириной Шретер) (Режиссёры-постановщики: Мери Анджапаридзе, Эдуард Бочаров, София Милькина, Владимир Фетин, Александр Митта, Владимир Рапопорт)
10. 1964 — Приключения Толи Клюквина (Режиссёр-постановщик: Виктор Эйсымонт)
11. 1965 — Фантазёры (Режиссёр-постановщик: Исаак Магитон)
12. 1967 — Дай лапу, Друг! (Режиссёр-постановщик: Илья Гурин)
13. 1968 — Пассажир с «Экватора» (Режиссёр-постановщик: Александр Курочкин)